# Плавание на открытой воде на чемпионате мира по водным видам спорта 2017
Соревнования по плаванию на открытой воде на чемпионате мира 2017 проходили с 15 по 21 июля. Разыгрывались 7 комплектов наград. Вместо смешанной командной дисциплины 3x5 км впервые прошла смешанная эстафета 4x1,25 км.
Соревнования проходили на крупнейшем в Центральной Европе озере Балатон.
Убедительную победу в командном зачёте одержала сборная Франции, которая завоевала 6 медалей: 4 золотых, одна серебряная и бронзовая награды. Сборная России завоевала первую за 4 года награду на мировом первенстве (Евгений Дратцев занял третье место на дистанции 25 километров, повторив результат чемпионата мира 2013 года).

## Расписание
Дано центральноевропейское время (UTC+2).
| Дата         | Время | Соревнование                  |
| ------------ | ----- | ----------------------------- |
| 15 июля 2017 | 10:00 | 5 км, мужчины                 |
| 16 июля 2017 | 10:00 | 10 км, женщины                |
| 18 июля 2017 | 10:00 | 10 км, мужчины                |
| 19 июля 2017 | 10:00 | 5 км, женщины                 |
| 20 июля 2017 | 10:00 | 4×1,25 км, смешанная эстафета |
| 21 июля 2017 | 8:30  | 25 км, мужчины                |
| 21 июля 2017 | 8:45  | 25 км, женщины                |

## Медалисты

#### Мужчины
| Дисциплина | Золото                               | Серебро                            | Бронза                                    |
| 5 км       | Марк-Антуан Оливье — 54:31,4 Франция | Марио Санцулло — 54:32,1 Италия    | Тимоти Шаттлворт — 54:42,1 Великобритания |
| 10 км      | Ферри Вертман — 1:51:58,5 Нидерланды | Джордан Вилимовски — 1:51:58,6 США | Марк-Антуан Оливье — 1:51:59,2 Франция    |
| 25 км      | Аксель Раймон — 5:02:46,4 Франция    | Маттео Фурлан — 5:02:47,0 Италия   | Евгений Дратцев — 5:02:49,8 Россия        |

#### Женщины
| Дисциплина | Золото                                 | Серебро                                    | Бронза                                 |
| 5 км       | Эшли Твичелл — 59:07,00 США            | Орели Мюллер — 59:10,5 Франция             | Ана Марсела Кунья — 59:11,4 Бразилия   |
| 10 км      | Орели Мюллер — 2:00:13,7 Франция       | Саманта Аревало — 2:00:17,0 Эквадор        | Арианна Бриди — 2:00:17,2 Италия       |
| 10 км      | Орели Мюллер — 2:00:13,7 Франция       | Саманта Аревало — 2:00:17,0 Эквадор        | Ана Марсела Кунья — 2:00:17,2 Бразилия |
| 25 км      | Ана Марсела Кунья — 5:21:58,4 Бразилия | Шарон ван Раувендал — 5:22:00,8 Нидерланды | Арианна Бриди — 5:22:08,2 Италия       |

#### Смешанные командные дисциплины
| Дисциплина | Золото                                                                                   | Серебро                                                                            | Бронза                                                                                    |
| 4×1,25 км  | Франция — 54:05,9 · Осеан Кассиньоль · Логан Фонтейн · Орели Мюллер · Марк-Антуан Оливье | США — 54:18,1 · Брендан Кейси · Эшли Твичелл · Хейли Андерсон · Джордан Вилимовски | Италия — 54:31,0 · Ракеле Бруни · Джулия Габриеллески · Федерико Ванелли · Марио Санцулло |

## Медальный зачёт
| Общее количество медалей | Общее количество медалей | Общее количество медалей | Общее количество медалей | Общее количество медалей | Общее количество медалей |
| ------------------------ | ------------------------ | ------------------------ | ------------------------ | ------------------------ | ------------------------ |
| Место                    | Страна                   | Золото                   | Серебро                  | Бронза                   | Всего                    |
| 1                        | Франция                  | 4                        | 1                        | 1                        | 6                        |
| 2                        | США                      | 1                        | 2                        | 0                        | 3                        |
| 3                        | Нидерланды               | 1                        | 1                        | 0                        | 2                        |
| 4                        | Бразилия                 | 1                        | 0                        | 2                        | 2                        |
| 5                        | Италия                   | 0                        | 2                        | 3                        | 5                        |
| 6                        | Эквадор                  | 0                        | 1                        | 0                        | 1                        |
| 7                        | Великобритания           | 0                        | 0                        | 1                        | 1                        |
| 7                        | Россия                   | 0                        | 0                        | 1                        | 1                        |
| Всего:                   | Всего:                   | 7                        | 7                        | 8                        | 22                       |